# 孟鑄
孟铸（12世纪—1213年），金朝官员。完颜永济时的参知政事。
金世宗大定末年，补尚书省令史。金章宗即位，明昌元年（1190年），由御史台以刚正奏荐为刑部主事。历任中都路按察副使、南京（今河南省开封市）副留守、河平军节度使。泰和四年（1204年），由河平军节度使升为御史中丞。因为自春至夏，诸郡少雨，恐失播种之期，于是上疏建议创立区种法，择地形稍下拨畦种谷，穿土作井，随宜灌溉。弹劾知大兴府事纥石烈执中过恶。建议提刑司改按察，金章宗听从他的意见。泰和八年（1208年），担任绛阳军节度使。崇庆元年（1212年），以参知政事为御史大夫。至宁元年（1213年）再次入朝为为御史中丞。同年纥石烈执中杀完颜永济执朝柄，以前怨罢官，不久去世。

## 延伸阅读
[在维基数据编辑]
 《金史·卷100》，出自脱脱《遼史》